# Teungoh Baroh
Teungoh Baroh is een bestuurslaag in het regentschap Pidie van de provincie Atjeh, Indonesië. Teungoh Baroh telt 951 inwoners (volkstelling 2010).